# Callista florida
Callista florida is een tweekleppigensoort uit de familie van de Veneridae. De wetenschappelijke naam van de soort werd in 1818 voor het eerst geldig gepubliceerd door Jean-Baptiste de Lamarck.
Rechter en linker klep van hetzelfde exemplaar:

Rechter klep
Linker klep